# Ермолин, Евгений Анатольевич
Евгений Анатольевич Ермолин (род. 1959) —  литературный критик, журналист, редактор, историк культуры, эссеист,
блогер, краевед. В 2001-2022 гг. - заведующий кафедрами культурологии, затем журналистики и медиакоммуникаций Ярославского государственного педагогического университета им. К. Д. Ушинского.

## Биография
Родился 11 апреля 1959 года в деревне Хачела Онежского района Архангельской области. Отец — моряк, поморский поэт Анатолий Навагин. Мать, Нина Ермолина, — фельдшер. Предки — поморы, правобережные казаки, казанские татары или евреи. В детстве жил в деревне.
Окончил школу в Архангельске и факультет журналистики МГУ (1981). Занимался на кафедре критики и публицистики в мастерской Игоря Виноградова. Учился у Анатолия Бочарова, Галины Белой, Лилии Вильчек, Анри Вартанова.
С 1981 года жил в Ярославле, в 1981—1989 годах работал в местной газете «Юность». В 1987 году защитил кандидатскую диссертацию (кандидат искусствоведения) во ВНИИ искусствознания (о мелодраме как матрице искусства и культуры в XX веке; научный руководитель — Нея Зоркая). В1989—2023 годах работал в Ярославском государственном педагогическом университете, на факультете филологии и культуры. В 1990—1993 годах заместитель главного редактора ярославской газеты «Золотое кольцо». В 1999 году защитил докторскую диссертацию (теоретические основы изучения истории русской культуры — персоналистский подход; доктор педагогических наук). Главный редактор редакции культуры частично опубликованного энциклопедического словаря «Ярославский край». В 2004—2008 годах был ректором Института истории культур «УНИК» в Москве. В 2015—2022 годах председатель совета Русского Свободного университета (Нью-Йорк). До декабря 2023 года преподавал в ЯГПУ им. К. Д. Ушинского.
Председатель Ярославского регионального отделения Союза российских писателей в 1998—2001 годах, с 2013 года — председатель Ярославского регионального представительства названного союза (после раскола ЯРО СРП). С 2005 года заместитель главного редактора журнала «Континент», с 2007 года главный редактор его сетевой версии (впоследствии независимый сетевой ресурс Электронный журнал Континент — e-continent: e-continent.de). Среди его учеников — писатели Елена Георгиевская, Наталья Ключарёва,Марина Кошкина, Андрей Донцов, Надежда Папоркова, Тимур Бикбулатов, Александр Антонов, Снежана Каримова и др. Руководил мастер-классом критики и прозы на форумах молодых писателей в Липках, совещаниях молодых писателей Северного Кавказа. Входит в Литературную академию национальной премии «Большая книга». Премии «Антибукер (Луч света)» (2000), журналов «Дружба народов» (2001), «Октябрь» (2005). Звание «Станционного смотрителя» (2010).
Член Союза журналистов СССР и РФ (1983—2005), Союза театральных деятелей РФ (с 1992), Союза российских писателей (с 1996), Академии русской современной словесности (1997—2005), Русского ПЕН-центра (2014—2018), ПЭН-Москва (с 2018).

## Основные направления творческой и научной деятельности

### Современная словесность
Первая литературно-критическая публикация — в журнале «Литературное обозрение» в 1980 году. В советские годы публиковался в «Севере», «Детской литературе». С 1988 года публиковался в «Неве», «Континенте», «Новом мире», «Дружбе народов», «Знамени», «Октябре» и др. периодических изданиях. Автор нескольких книг и большого числа статей, посвящённых тенденциям литературного и культурного процесса, многим ведущим современным российским и некоторым зарубежным (Уэльбек, Мураками, Фаулз и др.) писателям.
В критике и литературной деятельности христианский персоналист, мистический анархист. Создал авторскую концепцию развития литературы в эпоху Постмодерна, в ситуации культурного и художественного плюрализма. В литературных полемиках акцентировал гносеологическое значение искусства как средства познания и выражения истины о мире и человеке. С этой точки зрения критиковал постмодернизм как идеологическое вырождение постмодерна, отвергая его претензии на монополизм и апологию в нём релятивизма, но не игнорируя постмодернизм как метод. Обосновал трансфер из европейского художественного контекста в российскую среду концепции трансавангарда как способа концептуализации современного художественного (и в частности литературного) процесса. В последнее время развивает мысль о трансфере словесности в пространство социальных сетей, блогосферу и в живую коммуникацию, превращении её в среду интерактивного взаимодействия.

### История русской культуры
Изучал мифосферу, символосферу и антропосферу русской культуры, историю русской памяти. Исходит из представления о том, что базисное содержание русской истории и культуры составляют личный опыт и художественная практика.
Исследовал массовые акции советской эпохи (демонстрации, чистке) как жизнестроительный артефакт в контексте идеологии;  символическое пространство русской культуры; места русской памяти.
Историк-регионалист. Автор концепций Ярославского регионального ренессанса XVII века, Ярославского барокко, Ярославского масонского просвещения XVIII века, региональной культуры в контексте Постмодерна. В книге «Рыбинск. Портрет города в 11 ракурсах» предложил авторский подход к градоведению: попытку увидеть город целостно, как уникальное место на мировой карте — и в вечности, в большой исторической ретроспективе, оценить Рыбинск как икону Христа и как главный внутренний торговый порт России, как один из самых незаземленных городов страны, ориентированный сначала на водные контакты, а потом в сильной мере — на воздушную сферу, город с его историческими триумфами и провалами, с уникальной человеческой генерацией. Изучал историю Ярославского антикоммунистического восстания.

### Педагогика
Предложил концепцию персоналистского изучения истории русской культуры в образовательном процессе. Изучал педагогическое наследие К.Д. Ушинского. Эксперт в сфере образовательной поддержки литературного творчества молодых писателей.

## Политические взгляды
Христианский демократ, в культурной сфере либерал, в социальной сфере анархист-синдикалист (солидарист), федералист.
Увидел параллель между письмом запорожцев турецкому султану и мемом «Русский корабль, иди нахуй».[значимость факта?]